# 1551 en santé et médecine
| Années de la santé et de la médecine : 1548 - 1549 - 1550 - 1551 - 1552 - 1553 - 1554    |
| Décennies de la santé et de la médecine : 1520 - 1530 - 1540 - 1550 - 1560 - 1570 - 1580 |

## Événements
- 13 avril : début de la cinquième épidémie de suette anglaise[1].
- Sébastien Duport fonde un hôpital pour les captifs à Alger[2].
- Guillaume Rondelet fait construire le premier théâtre anatomique de Montpellier[3].
- Denis Tarlet, qui « ne dépasse[ra] pas le grade de licencié de la faculté de médecine de Paris », soutient, sous la présidence de Jean Fernel, une thèse quodlibétaire qui porte sur la question Laborne cibum praecedere ? (« Le travail ne doit-il pas précéder le repas[4] ? »).
- Dans sa Praxis rerum criminalium[5], le jurisconsulte Joos de Damhouder (en) expose que, selon les principes de droit pénal et de procédure, « la présence des médecins est requise pour constater les coups, plaies et blessures, ainsi que certifier les cas de mort (homicide, infanticide) ou d’abus sexuel[6] ».

## Naissances
- 22 juillet : Jean Héroard (mort en 1628), médecin, vétérinaire et anatomiste français, Premier médecin du roi Louis XIII.
- Vers 1551 : Timothy Bright (mort en 1615), médecin britannique[7].

## Décès
- Giovanni Battista Da Monte (né en 1489[8],[9]), introducteur de la médecine clinique à Padoue, où il enseigne à partir de 1539[10].
- 1540 ou 1551 : Francysk Skaryna (né en 1486 ou 1490), traducteur, imprimeur, botaniste et médecin ruthène, reçu docteur à Padoue, médecin de l'évêque de Vilnius et, selon certains, de l'empereur Ferdinand Ier[11].